# Кантон
Кантон је врста административне јединице државе. Углавном, кантони су мањи по површини и броју становника када се упореди са другим административним поделама као нпр. грофовија, департман или покрајина.
Термин је изведен из француске речи canton, што значи „округ“.